# Et uus saaks alguse
«Et Uus Saaks Alguse» (укр. «Це може бути новим початком») — пісня естонської співачки Біргіт Ийгемеель, з якою вона представляла Естонію на пісенному конкурсі Євробачення 2013 в Мальме. Пісня була виконана 18 травня у фіналі, де, з результатом у 19 балів, посіла двадцяте місце.